# Vinjak

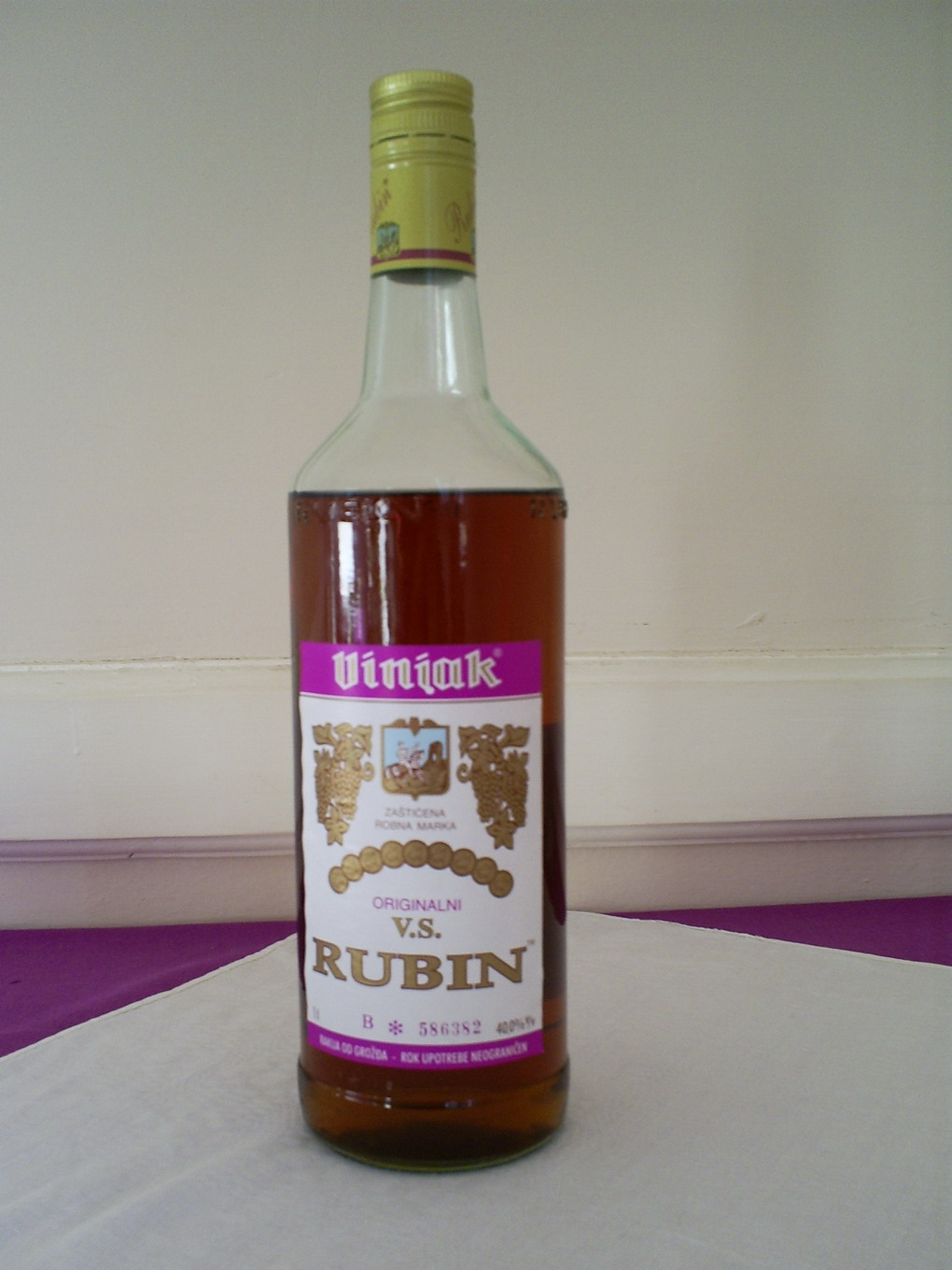
Láhev Vinjaku V.S.

Vinjak (srbsky вињак) je druh brandy vyráběný v Srbsku. Obsahuje 40 % alkoholu. Stejně jako francouzský koňak má mezinárodní hodnocení VS (Very Special), VSOP (Very Special Old Pale) nebo XO (Extra Old), záleží na tom, jak dlouho byl uložen v pětisetlitrových dubových sudech.